# Verona Calcio Femminile
Il Verona Calcio Femminile è stata un'associazione sportiva di calcio femminile con sede a Verona che nella stagione 1999-2000 ha disputato il suo ultimo campionato in Serie A, massimo livello nella struttura del campionato italiano femminile di calcio dell'epoca.

## Storia

### Precedenti storici
La prima società di calcio femminile a giocare con i colori di Verona fu l'Olimpia Verona, fondata nel 1969, che a partire dal 1976 venne rinominata ACF Verona. Quest'ultima, dopo una lunga militanza in Serie B, partecipò al campionato di Serie A 1978 e continuò a militare in massima serie sino alla stagione 1985-1986. In questi anni, cambiò spesso denominazione a causa della pratica dell'abbinamento. Con la dissoluzione della F.I.G.C.F., l'ACF Verona, avendo accettato sia lo sponsor che le più importanti calciatrici gialloblù (Clara Florimo, Ida Golin, Adele Marsiletti, Marisa Perin e Laura Tavella) di trasferirsi al Modena, rinunciò a iscriversi al nuovo campionato di Serie A organizzato dalla LND.

### Il nuovo Verona femminile
Una volta discioltasi la vecchia società, nel luglio 1986 venne fondato un nuovo club nel quartiere di Borgo Venezia con denominazione Unione Sportiva Virtus Borgo Venezia. La nuova compagine, subito promossa a fine stagione, ritornò nelle categorie nazionali grazie al nuovo sponsor portato dal Presidente Pierino Centomo, sponsorizzazione e presidenza che per il club, allenato da Antonio Vittoriano Preto per 5 stagioni consecutive, significò una graduale crescita ma soprattutto il ritorno di una squadra veronese in Serie A, cosa che non succedeva dalla stagione 1985-1986.
Proprio per la sua solidità societaria il Centomo Verona, retrocesso in Serie B nei campionati 1989-1990 e 1990-1991, fu riammesso a completamento degli organici di Serie A rimasti incompleti per le improvvise defezioni di Modena e Fiamma Bari.
Nel 1992 Pierino Centomo lasciò la presidenza e tolse anche la sponsorizzazione, che nel 1987 aveva voluto il proprio nome inserito nella denominazione ufficiale delle gialloblù, abbandonò il Verona che cambiò definitivamente la propria denominazione: Verona Calcio Femminile.
Il nuovo presidente Alessandro Zarantonello nel 1994 acquistò due importanti calciatrici d'esperienza, Antonietta Formisano (classe 1974 ex Turris e Monteforte Irpino) e la nazionale Anna Maria Mega nella doppia veste di allenatore-giocatore, ponendo le basi per il successo colto nella stagione successiva.
Con l'arrivo del nuovo sponsor Gunther arrivano a Verona Raffaella Salmaso (1968, terzino ex Milan Salvarani e Pordenone Friulvini), Elisabetta Bavagnoli (1963, centrocampista e Nazionale Italiana con 5 scudetti nel suo palmarès), Florinda Ciardi (1970, centrocampista ex Lazio, Reggiana e Lugo e presenze al campionato Europeo 1991), Adele Marsiletti (1964, ala sinistra e Nazionale Italiana ex Alaska Trani 80, Reggiana Zambelli e Lugo) ed infine la punta di diamante della Nazionale Italiana e plurititolata capocannoniera del campionato italiano Carolina Morace.
Il grande sforzo finanziario per sostenere il conseguimento dello scudetto 1995-1996 incise pesantemente sul bilancio del sodalizio veronese che, appagato dal successo ottenuto, vide completamente cambiata la dirigenza della stagione successiva.
Ritornato Antonio Vittoriano Preto sulla panchina gialloblù con suo figlio Simone alla presidenza, il club, perse tutte le calciatrici nazionali andate a inseguire un altro titolo italiano in altre squadre, si ritrovò sì con tante valide calciatrici fortificate da una così esaltante esperienza ma che nulla poterono fare per evitare una successiva e rovinosa retrocessione in Serie B.
Ritornato in Serie A dopo un anno di purgatorio in Serie B, non per aver vinto il campionato ma ancora una volta grazie ad un ripescaggio della FIGC, il club gialloblù trovò un importante sponsor, la Calzedonia, che la sostenne per una sola stagione. Ma fu solo un ritorno di fiamma. Il club, persa la disponibilità del campo "A. Olivieri" di via Sogare, fu costretto a spostarsi ad Oppeano.
Ancora una volta ultimo in classifica nel campionato 1999-2000 cedette il proprio titolo sportivo (la Serie B) all'A.C.F. Hellas Oppeano chiudendo dopo 15 anni la propria storia sportiva.

## Palmarès

### Competizioni nazionali
- Campionato italiano: 1

1995-1996